# Pseudagrion assegaii
Pseudagrion assegaii é uma espécie de libelinha da família Coenagrionidae.
Pode ser encontrada nos seguintes países: Botswana, República Democrática do Congo, Namíbia, África do Sul, Uganda, Zâmbia e Zimbabwe.
Os seus habitats naturais são: savanas áridas, savanas húmidas e marismas de água doce.
Está ameaçada por perda de habitat.